# Shelley Winters
Shelley Winters, geboren als Shirley Schrift (St. Louis, 18 augustus 1920 - Beverly Hills, 14 januari 2006) was een Amerikaans actrice.
Ze begon haar filmcarrière in 1943 met de film What a Woman!. Ze kreeg in 1959 een Oscar voor haar rol als Petronella van Daan in de film The Diary of Anne Frank. Shelley doneerde haar Oscar aan het Anne Frank Huis in Amsterdam. In 1965 kreeg ze een tweede Oscar voor de film A Patch of Blue. Ze bleef nog op hoge leeftijd doorwerken.
Winters trouwde vier keer. Ze heeft één dochter, uit haar (tweede) huwelijk met acteur Vittorio Gassman. Nadat ze vervolgens trouwde met en scheidde van acteur Anthony Franciosa bleef ze van 1960 tot en met 2005 ongehuwd. Eén dag voor haar overlijden trouwde ze voor het laatst, met Gerry DeFord.
Op 14 oktober 2005 kreeg Winters een hartaanval. Ze overleed op 85-jarige leeftijd aan een hartstilstand op 14 januari 2006.

## Academy Awards en nominaties
- 1951 - Genomineerd Beste vrouwelijke hoofdrol - A Place in the Sun
- 1959 - Gewonnen Beste vrouwelijke bijrol - The Diary of Anne Frank
- 1965 - Gewonnen Beste vrouwelijke bijrol - A Patch of Blue
- 1972 - Genomineerd Beste vrouwelijke bijrol - The Poseidon Adventure

Ze heeft een ster op de Hollywood Walk of Fame bij 1750 Vine Street.

## Filmografie
- What a Woman! (1943)
- The Racket Man (1944)
- Sailor's Holiday (1944)
- Knickerbocker Holiday (1944)
- Cover Girl (1944)
- She's a Soldier Too (1944)
- Together Again (1944)
- Tonight and Every Night (1945)
- Dancing in Manhattan (1945)
- Escape in the Fog (1945)
- A Thousand and One Nights (1945)
- The Fighting Guardsman (1946)
- Two Smart People (1946)
- New Orleans (1947)
- Living in a Big Way (1947)
- The Gangster (1947)
- A Double Life (1947)
- Killer McCoy (1947)
- Red River (1948)
- Larceny (1948)
- Cry of the City (1948)
- South Sea Sinner (1949)
- Take One False Step (1949)
- The Great Gatsby (1949)
- Johnny Stool Pigeon (1949)
- Winchester '73 (1950)
- Frenchie (1950)
- The Raging Tide (1951)
- He Ran All the Way (1951)
- A Place in the Sun (1951)
- Behave Yourself! (1951)
- Phone Call from a Stranger (1952)
- Meet Danny Wilson (1952)
- Untamed Frontier (1952)
- My Man and I (1952)
- Cash on Delivery (1954)
- Tennessee Champ (1954)
- Saskatchewan (1954)
- Playgirl (1954)
- Executive Suite (1954)
- Mambo (1954)
- I Am a Camera (1955)
- The Night of the Hunter (1955)
- The Treasure of Pancho Villa (1955)
- The Big Knife (1955)
- I Died a Thousand Times (1955)
- The Diary of Anne Frank (1959)
- Odds Against Tomorrow (1959)
- Let No Man Write My Epitaph (1960)
- The Young Savages (1961)
- Lolita (1962)
- The Chapman Report (1962)
- The Balcony (1963)
- Wives and Lovers (1963)
- Time of Indifference (1964)
- A House Is Not a Home (1964)
- The Greatest Story Ever Told (1965)
- A Patch of Blue (1965)
- The Three Sisters (1966)
- Harper (1966)
- Alfie (1966)
- Enter Laughing (1967)
- The Scalphunters (1968)
- Wild in the Streets (1968)
- Buona Sera, Mrs. Campbell (1968)
- Arthur! Arthur! (1969)
- The Mad Room (1969)
- Bloody Mama (1970)
- How Do I Love Thee? (1970)
- Flap (1970)
- Whoever Slew Auntie Roo? (1971)
- What's the Matter with Helen? (1971)
- Something to Hide (1972)
- The Poseidon Adventure (1972)
- Blume in Love (1973)
- Cleopatra Jones (1973)
- Poor Pretty Eddy (1975)
- Journey into Fear (1975)
- Diamonds (1975)
- That Lucky Touch (1975)
- The Scarlet Dahila (1976)
- Next Stop, Greenwich Village (1976)
- The Tenant (1976)
- Mimi Bluette... Flower of My Garden (1977)
- Black Journal (1977)
- Tentacles (1977)
- Un borghese piccolo piccolo (1977)
- Pete's Dragon (1977)
- King of the Gypsies (1978)
- The Visitor (1979)
- City on Fire (1979)
- The Magician of Lublin (1979)
- S.O.B. (1981)
- Looping (1981)
- Fanny Hill (1983)
- Ellie (1984)
- Over the Brooklyn Bridge (1984)
- Deja Vu (1985)
- Witchfire (1986)
- Very Close Quarters (1986)
- The Delta Force (1986)
- Marilyn Monroe: Beyond the Legend (1987) (documentaire)
- Purple People Eater (1988)
- An Unremarkable Life (1989)
- Superstar: The Life and Times of Andy Warhol (1990) (documentaire)
- Touch of a Stranger (1990)
- Stepping Out (1991)
- The Pickle (1993)
- A Century of Cinema (1994) (documentaire)
- The Silence of the Hams (1994)
- Heavy (1995)
- Backfire! (1995)
- Jury Duty (1995)
- Mrs. Munck (1995)
- Raging Angels (1995)
- The Portrait of a Lady (1996)
- Gideon (1999)
- La Bomba (1999)
- A-List (2004)

## Televisie
- Wipe-Out (1963)
- Batman (1966, 2 afleveringen)
- A Death of Innocence (1971)
- Adventures of Nick Carter (1972)
- The Devil's Daughter (1973)
- Big Rose: Double Trouble (1974)
- The Sex Symbol (1974)
- Frosty's Winter Wonderland (1976) (voice)
- The Initiation of Sarah (1978)
- Elvis (1979)
- Rudolph and Frosty's Christmas in July (1979) (voice)
- The French Atlantic Affair (1979) (miniserie)
- Emma and Grandpa on the Farm (1983) (verteller)
- Alice in Wonderland (1985)
- Weep No More, My Lady (1992)